# José Alberto López Pérez
José Alberto López Pérez (Madrid, 10 de febrer de 1960) és un exfutbolista madrileny, que ocupava la posició de defensa.

## Trajectòria
Format a les categories inferiors del Reial Madrid, arribaria a militar amb el Castilla, primer filial dels del Santiago Bernabéu. A la campanya 84/85 debuta a la màxima categoria, a les files de l'Elx CF, on és titular, tot jugat 31 partits.
Després de passar pel Córdoba CF, hi retorna a primera divisió el 1987, amb el CD Logroñés. Durant quatre temporades seria titular amb els riojans a la màxima categoria, mentre que la temporada 91/92 passa a ser suplent, disputant 16 partits. Posteriorment, militaria al CD Numancia. En total, va sumar 174 partits i un gol a primera divisió.
Una vegada retirat com a jugador, ha seguit vinculat al món del futbol com a preparador físic, tot formant part d'equips com el Córdoba CF, la UE Lleida, l'Sporting de Gijón, el CD Logroñés, l'Elx CF, el Reial Múrcia o el Real Jaén.